# Thomas Allen
Pour les articles homonymes, voir Thomas Allen (1542-1632) et Allen.
Sir Thomas Boaz Allen, né le 10 septembre 1944 à Seaham dans le comté de Durham, est un baryton anglais.
Thomas Allen fait ses études au Royal College of Music de Londres et débute en 1969 dans le rôle de Figaro du Barbier de Séville de Rossini au Welsh National Opera. Il se joint à l'Opéra Royal de Covent Garden en 1972, après y avoir fait ses débuts dans le rôle de Donald dans Billy Budd. Par la suite, il s'établit une réputation d'un des plus grands barytons lyriques du monde[réf. nécessaire], son répertoire allant de Rameau, Monteverdi, Purcell, Berlioz jusqu'à des compositeurs contemporains comme Tippett, Thea Musgrave et Copland.
Il est particulièrement renommé[réf. nécessaire] pour ses interprétations de Don Giovanni, le comte Almaviva des Noces de Figaro et Papageno dans Die Zauberflöte ; il chante celui-ci pour ses débuts au Festival de Glyndebourne en 1973. Parmi ses autres rôles lyriques couronnés de succès internationaux[réf. nécessaire], on peut citer ceux de Billy Budd, Pelléas, Eugène Onéguine, le marquis de Posa dans Don Carlos , Germont dans La traviata, Hamlet (Ambroise Thomas), Macbeth et Ford dans Falstaff. Son répertoire comprend aussi l'oratorio et diverses œuvres de musique chorale, comme Lélio ou le Retour à la vie ou L'Enfance du Christ de Berlioz.

## Distinctions
- Commandeur de l'Ordre de l'Empire britannique (CBE - 1989)[1]
- Knight Bachelor (Kt - 1999)
- The Queen's Medal for Music (2013)
- Docteur honoris causa du Royal College of Music (2015)[2]